# Abdij van Bonneval

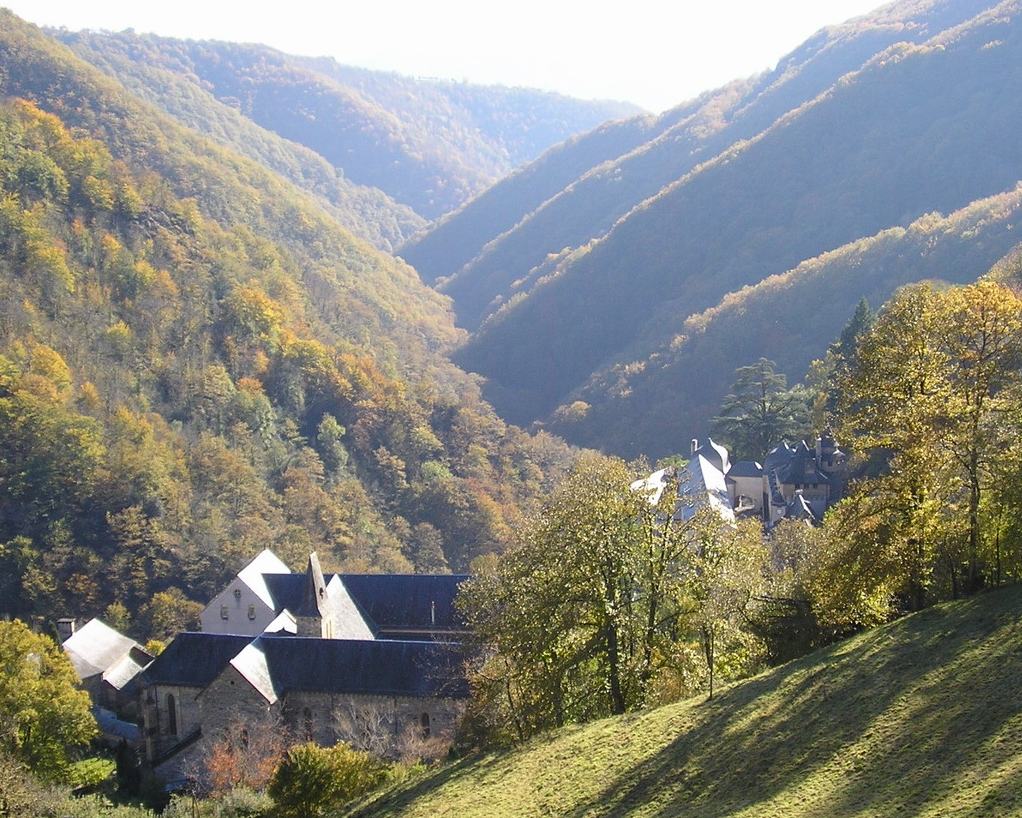
Afbeelding van de abdij

De Abdij van Bonneval (volledige naam: Notre-Dame de Bonneval, van Bona vallis) is een voormalige cisterciënzer abdij in Le Cayrol in het departement  Aveyron in de regio Occitanië in Frankrijk, zo’n zeven kilometer ten noorden van Espalion. Tegenwoordig wonen er nonnen van de trappisten in het klooster.

## Geschiedenis
Het klooster werd in 1147 op initiatief van Guillaume de Calmont d’Olt, bisschop van Cahors, gesticht als dochterklooster van de Abdij van Mazan. In de twaalfde en dertiende eeuw verwierf de abdij veel rijkdommen en stichtte ze meerdere uithoven, waaronder Galinières, een groot, versterkt gebouwencomplex, La Roquette, La Vayssière, Masse, Séveyrac en Biac. 
In het midden van de veertiende eeuw woedde de Zwarte Dood in het klooster. Tijdens de Honderdjarige Oorlog raakte het klooster beschadigd toen het graafschap Rouergue door het Verdrag van Brétigny aan de Engelsen overging. De Engelsen plunderden de dorpen en kloosters in de regio, en ondanks haar versterkingen was de abdij niet in staat de Engelse troepen en plunderende Franse bandieten buiten de deur te houden. 
In de zestiende eeuw werd het klooster in commende gegeven, een status die het met een korte onderbreking tot de Franse Revolutie  behield. Toch werd het 1627 gekozen om de novices van alle kloosters van orde in de regio op te leiden. 
Tijdens de Franse Revolutie in 1791 werd het klooster opgeheven. De dertien nog overgebleven monniken moesten het verlaten. De abdij en de goederen werden verkocht en de gebouwen werden als steengroeve gebruikt.
In 1875 betrokken nonnen van de Trappisten de abdij en ze restaureerden de gebouwen. Ze openden een chocoladefabriek en ze bouwden een turbine om de stroom op te wekken. In 1902 stichtten ze in Saint-Benoît-Labre in de provincie Quebec in Canada de abdij Bon Conseil ("Goede Raad"). Tegenwoordig wonen er in de abdij van Bonneval 30 nonen in de leeftijd van 29 tot 98 jaar. Ze produceren nog steeds een bekende chocola, maar ze voldoen nog steeds hun goddelijke taak.

## Gebouwen en ouderdom

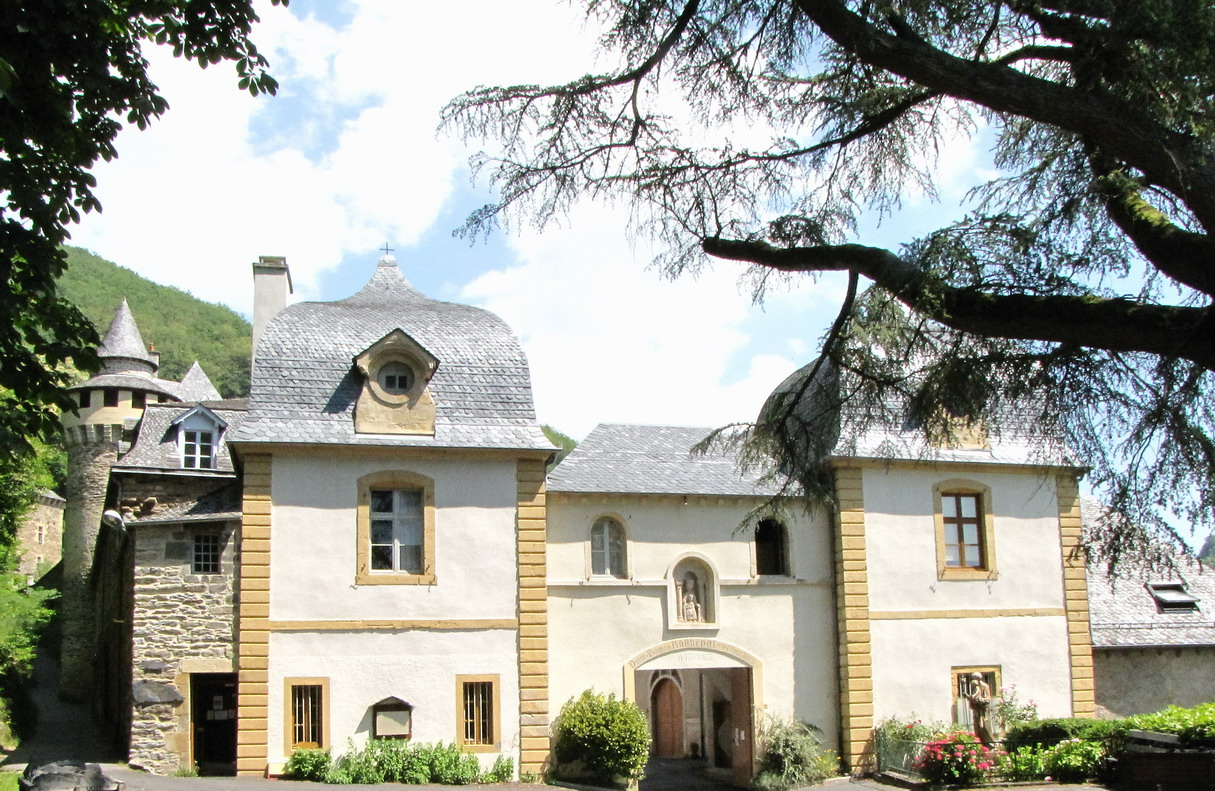
Het poortgebouw

Van de oorspronkelijke abdij is de abdijkerk gedeeltelijk behouden, maar grote delen ervan stammen uit een latere tijd. Daarnaast bestaan nog enkele kamers, het poortgebouw met een Madonna uit de twaalfde eeuw, en de kloostermuren. De omringing van het terrein met meerdere torens stamt uit de tijd van de Honderdjarige oorlog terwijl de donjon minder oud is dan de ommuring. De overige gebouwen stammen uit de achttiende en negentiende eeuw.